# Димитрий Тракателис
Димитрий (на гръцки: Δημήτριος, Димитриос) е гръцки и американски духовник, архиепископ Американски, ипертим и екзарх на Атлантическия и Тихия океан от 1999 до 4 май 2019 година.

## Биография
Роден е като Димитриос Тракателис (Δημήτριος Τρακατέλλης) на 1 февруари 1928 година в Солун, Гърция. Брат му Антониос Тракателис е професор по биохимия в Солунския университет и евродепутат. Учи в експериментално училище при Солунския университет. В 1950 година завършва с отличие Богословския факултет на Атинския университет. В 1960 година е ръкоположен за дякон, а в 1964 година – за свещеник. В 1967 година е избран за титулярен врестенски епископ, викарен епископ на атинския архиепископ, с ресор богословското образование на клира. От 1965 до 1971 със стипендия от Харвардското училище за изкуства и науки, изучава Новия Завет и произхода на християнството и получава докторска степен в 1972 година. След това се връща в Атинската архиепископия и поема отново задълженията си.
В 1968, е избран за атински и мегарски митрополит, но не приема избора, заради каноничния ред и политическата ситуация в страната. В 1972 година получава докторат по богословие от Атинския университет. От 1983 до 1993 година служи като професор по библейски изследвания и ранно християнство в Богословското училище на Светия кръст в Бруклин, Масачузетс. Също така е гостуващ професор по Новия Завет в Харвардското богословско училище в 1984 – 1985 и 1988 – 1989 година. На 20 август 1991 година Светият Синод на Църквата на Гърция го повишава в титулаярен врестенски митрополит. В 1993 година се връща в Гърция и отново работи в Атинската архиепископия.
На 19 август 1999 година Светия Синод на Вселенската патриаршия го избира за американски архиепископ и е интронизиран на 18 септември 1999 година в катедралата на архиепископията „Света Троица“ в Ню Йорк Сити. На 4 май 2019 година е освободен поради напреднала възраст. Замества го бившият бурсенски митрополит Елпидофор.